# Nattan
Natanael Cesário dos Santos, mais conhecido como Nattan ou Nattanzinho (Sobral, 17 de agosto de 1998), é um cantor e compositor de forró brasileiro. É considerado um dos principais nomes do forró na atualidade.

## Biografia e carreira
Nattan nasceu em Sobral, no interior do Ceará, em 18 de agosto de 1998, mas passou sua infância e adolescência em Tianguá, também no interior do estado. O interesse de Nattan pela música veio através da igreja Mórmon. Nattan via as pessoas tocando piano na igreja, olhava as partituras e tentava tocar, acompanhando a música. O artista afirmou que a igreja "abraçava" mesmo as pessoas que não seguiam a religião, especialmente as crianças. 
Aos 9 anos Nattan ganhou um violão de presente da sua avó e aprendeu a tocar de forma autodidata, com auxílio de tutoriais no YouTube. Foi então que com apenas 12 anos começou a se apresentar em barzinhos e, ainda sem condições de comprar os próprios equipamentos, alugava. O músico seguiu com as apresentações em bares, e, aos 14, passou a pagar a mensalidade da própria escola, que custava cerca de R$ 300.
Enxergando seu potencial artístico, decidiu profissionalizar-se e buscou novos públicos, o que o levou a se mudar de Tianguá para Sobral. Com o apoio de Armando Carneiro, empresário de Ávine Vinny, Nattan teve a oportunidade de expandir sua carreira em Fortaleza. Em 2019, ele lançou a música "Era Eu" em parceria com Ávine, que ganhou notoriedade após ser regravada por Raí Saia Rodada. Coincidentemente, na mesma época, Nattan já era amigo de Mari Fernandez, com quem realizava apresentações na capital.
O estilo musical do cantor se destaca pelo forró eletrônico, incorporando também a pisadinha. Nattan explora influências internacionais em suas músicas, como na faixa "Não te Quero", uma adaptação de "Heaven" de Bryan Adams. O cantor é conhecido por seu bordão “É o Nattanzinho, falando de amor”, afirmando que sua voz romântica é inspirada em Adams.
Em 2019, ainda sob o nome artístico de Nathanzinho, lançou sua primeira música e, ao ganhar destaque nacional, passou a usar o nome Nattan. Com a carreira em ascendência, foi apadrinhado por Xand Avião e logo realizou colaborações com artistas como Mari Fernandez, Saia Rodada, Felipe Amorim, entre outros. Entre seus principais sucessos no Spotify estão “Comunicação Falhou” e “Tem Cabaré Essa Noite”, que atingiram o top 10 das músicas mais ouvidas no Spotify Brasil, alcançando a 7ª posição do ranking. O sucesso “Não te Quero” chegou ao primeiro lugar da lista ‘Viral 50’ do Spotify e garantiu ao cantor a 15ª posição entre os virais do Brasil.
Em abril de 2024, Nattan conquistou novamente o topo das paradas do Spotify Brasil com a música "Amor na Praia", uma releitura de "Praise Jah in the Moonlight" do cantor norte-americano YG Marley.

## Vida pessoal
Nattan foi criado pela mãe e avós maternos e perdeu contato com o pai com apenas dois anos. Já crescido, sua mãe resolveu dar mais detalhes sobre seu pai, mas Nattan preferiu não saber sobre a história. 
Em 2022 a mãe do cantor, Rosilene Santos, foi diagnosticada com um câncer. Com a vida de artista entrando nos trilhos, Nattan teve que se dividir para cumprir os compromissos da carreira e auxiliar a mãe, que passava pelo tratamento oncológico. Em entrevista ao Podcats no ano de 2023, o cantor revelou que Rosilene venceu o câncer.
Em dezembro de 2024, começou a namorar a atriz e empresária Rafa Kalimann.

## Discografia

### Álbuns

#### Álbuns de estúdio
| Álbum                         | Detalhes                                                                                               | Certificações |
| ----------------------------- | --- | ------------- |
| Pra Beber, Curtir e Amar      | - Lançamento: 25 de setembro de 2020 - Formatos: download digital - Gravadora: jonatha araujo rodrigue |               |
| Vamos Dar Play No Nathanzinho | - Lançamento: 14 de janeiro de 2021 - Formatos: download digital - Gravadora: Vybbe                    |               |
| Pelado                        | - Lançamento: 12 de julho de 2022 - Formatos: download digital - Gravadora: Vybbe                      |               |
| Imparável                     | - Lançamento: 10 de julho de 2025 - Formatos: download digital - Gravadora: Nattan                     |               |

#### Álbuns ao vivo
| Álbum                                     | Detalhes                                                                                          | Certificações  |
| ----------------------------------------- | ------------------------------------------------------------------------------------------------- | -------------- |
| O Fantástico Mundo De Nattan              | - Lançamento: 9 de fevereiro de 2022 - Formatos: DVD, download digital - Gravadora: Believe Music | - PMB: Platina |
| Estilo Nattanzinho - Ao Vivo em São Paulo | - Lançamento: 8 de agosto de 2024 - Formatos: DVD, download digital - Gravadora: Believe Music    |                |

### Extended plays(EPs)
| Título                                                | Detalhes                                                                                     | Faixas |
| ----------------------------------------------------- | -------------------------------------------------------------------------------------------- | --- |
| Acústico Imaginar: Nathanzinho - EP                   | - Lançamento: 1 de janeiro de 2019 - Formatos: download digital - Gravadora: Vybbe           | 1. Vida Vazia 2. Timidez 3. Não Olhe Assim 4. Farsante                                                          |
| Com Você ou Sem - EP                                  | - Lançamento: 1 de abril de 2021 - Formatos: download digital - Gravadora: Believe Music     | 1. Com Você ou Sem 2. Morena 3. Vou Te Esquecer 4. Sai Pra Pegar Dez e Peguei a Minha Ex 5. Não Me Esqueceu Né? |
| Falando de Amor Mas Nem Tanto - EP                    | - Lançamento: 17 de setembro de 2021 - Formatos: download digital - Gravadora: Vybbe         | 1. Putaria Vai Rolar 2. Amor de Rede Social 3. Ama Eu 4. Galega                                                 |
| Carona no Foguete - EP                                | - Lançamento: 3 de dezembro de 2021 - Formatos: download digital - Gravadora: Vybbe          | 1. PQP 2. Insanamente Insana 3. Garrafa Virada 4. Amor Que Me Ame 5. Eu Vou Sentar 6. Arruma a Mala             |
| Pra Quebrar a Cara - EP                               | - Lançamento: 15 de setembro de 2023 - Formatos: download digital - Gravadora: Believe Music | 1. A Gente Se Entrega 2. Ressentimento 3. Elas Pedem Mais 4. Descendo a Toalha 5. Vai Lá e Quebra a Cara        |
| Luau Amazon Music Nattan (Amazon Music Original) - EP | - Lançamento: 19 de dezembro de 2023 - Formatos: download digital - Gravadora: Believe Music | 1. Americana na Vaquejada / Tem Cabaré Essa Noite 2. Love Gostosinho 3. Morena 4. A Gente Se Entrega            |

## Filmografia

### Televisão
| Ano  | Título                  | Função/Personagem  |        |
| ---- | ----------------------- | ------------------ | ------ |
| 2023 | Dança dos Famosos       | Participante       | [ 18 ] |
| 2024 | Hoje É Dia das Crianças | Ele mesmo          | [ 19 ] |
| 2024 | Tô Nessa                | Oziel da Pisadinha | [ 20 ] |

## Prêmios e indicações
| Ano  | Prêmio                                | Categoria                  | Indicação                               | Resultado | Ref.   |
| ---- | ------------------------------------- | -------------------------- | --------------------------------------- | --------- | ------ |
| 2022 | Prêmio Multishow de Música Brasileira | Revelação do Ano           | Nattan                                  | Indicado  | [ 21 ] |
| 2023 | Prêmio Multishow de Música Brasileira | Brega e Arrocha do Ano     | "Anota Aí (Ao Vivo)" — Ávine Vinny      | Indicado  | [ 22 ] |
| 2023 | Prêmio Multishow de Música Brasileira | Brega e Arrocha do Ano     | "Love Gostosinho" — feat. Felipe Amorim | Indicado  | [ 23 ] |
| 2024 | Prêmio Claro Música                   | Artista de Forró e Piseiro | Nattan                                  | Indicado  | [ 24 ] |
| 2024 | Prêmio Claro Música                   | Melhor Música – Forró      | "Amor na Praia"                         | Indicado  | [ 25 ] |
| 2024 | Prêmio Multishow de Música Brasileira | Forró e Piseiro do Ano     | "Amor na Praia"                         | Indicado  | [ 26 ] |